# Phaeoparia amblyceps
Phaeoparia amblyceps är en insektsart som beskrevs av Morgan Hebard 1923. Phaeoparia amblyceps ingår i släktet Phaeoparia och familjen Romaleidae. Inga underarter finns listade i Catalogue of Life.